# Grodzieccy herbu Radwan

Herb Radwan

Grodzieccy (też Grodeccy) – śląska rodzina szlachecka herbu Radwan.
Grodzieccy znani także jako Grodeccy (w archiwaliach Grodeczky) pochodzili prawdopodobnie z Brodów koło Lanckorony, a Grodziec w księstwie cieszyńskim - skąd przyjęli swoje nazwisko - posiadali co najmniej od 1444 roku. Wówczas w dniu 1 stycznia spisano na polecenie księcia Przemysława II dokument, a wśród świadków uwierzytelniających jego treść znalazło się dwóch rycerzy piszących się z Grodźca: Pełka z Grodźca i Seyma czyli Zima z Grodźca. Na dworze cieszyńskim pełnili rolę głównie starostów. Gdy w drugiej połowie XVI wieku w księstwie cieszyńskim zapanowało wyznanie luterańskie, Grodzieccy jako jedni z nielicznych rodzin szlacheckich pozostali katolikami. Kilku ich przedstawicieli w XVI wieku pełniło wysokie funkcje w hierarchii kościoła katolickiego na Morawach. Ostatnim przedstawicielem rodu na Grodźcu był Henryk (zm. 1645) a ostatnim męskim przedstawicielem rodziny był Krzysztof Ferdynand zmarły w 1680 roku.

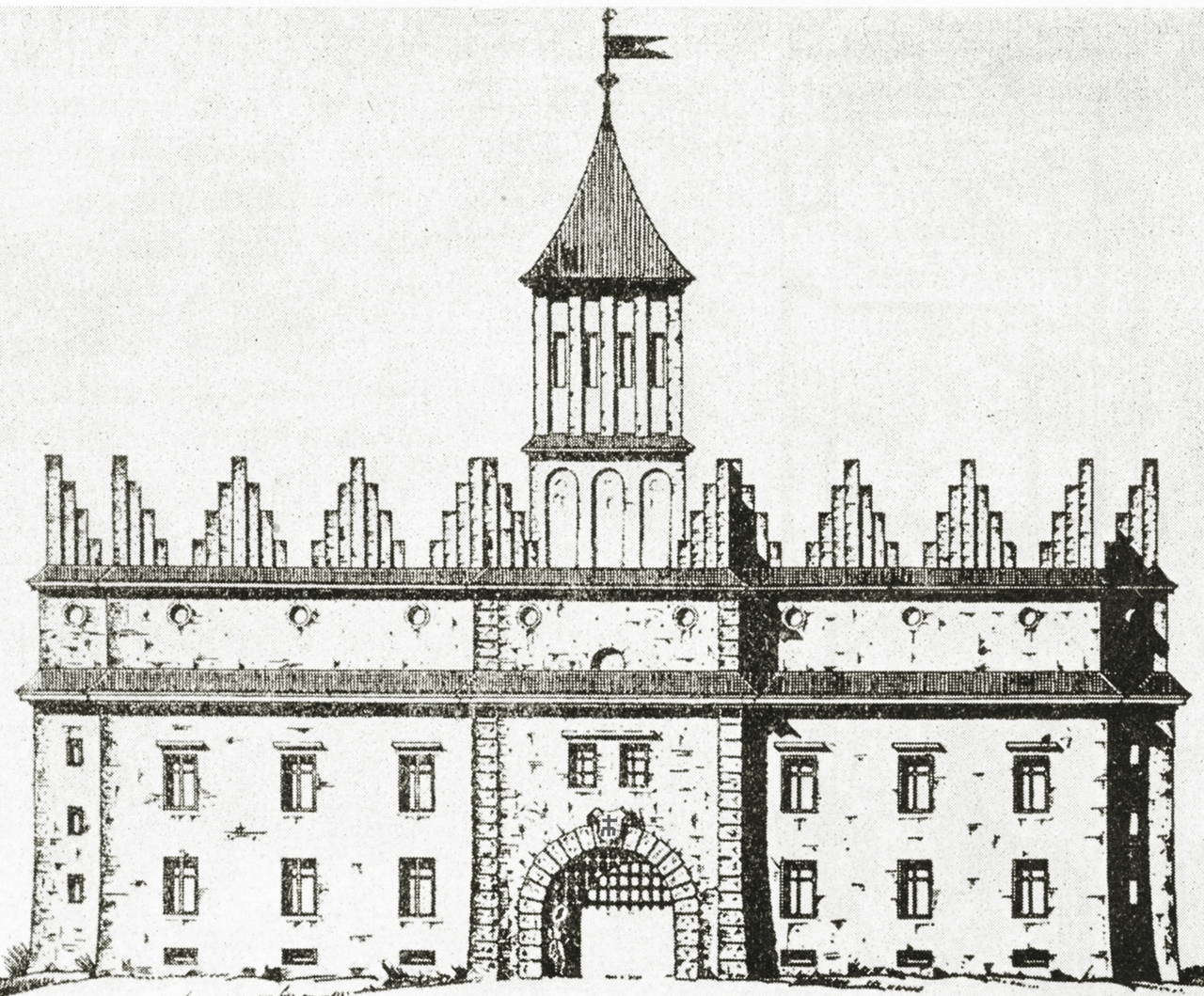
Zamek w Grodźcu w 1637 roku
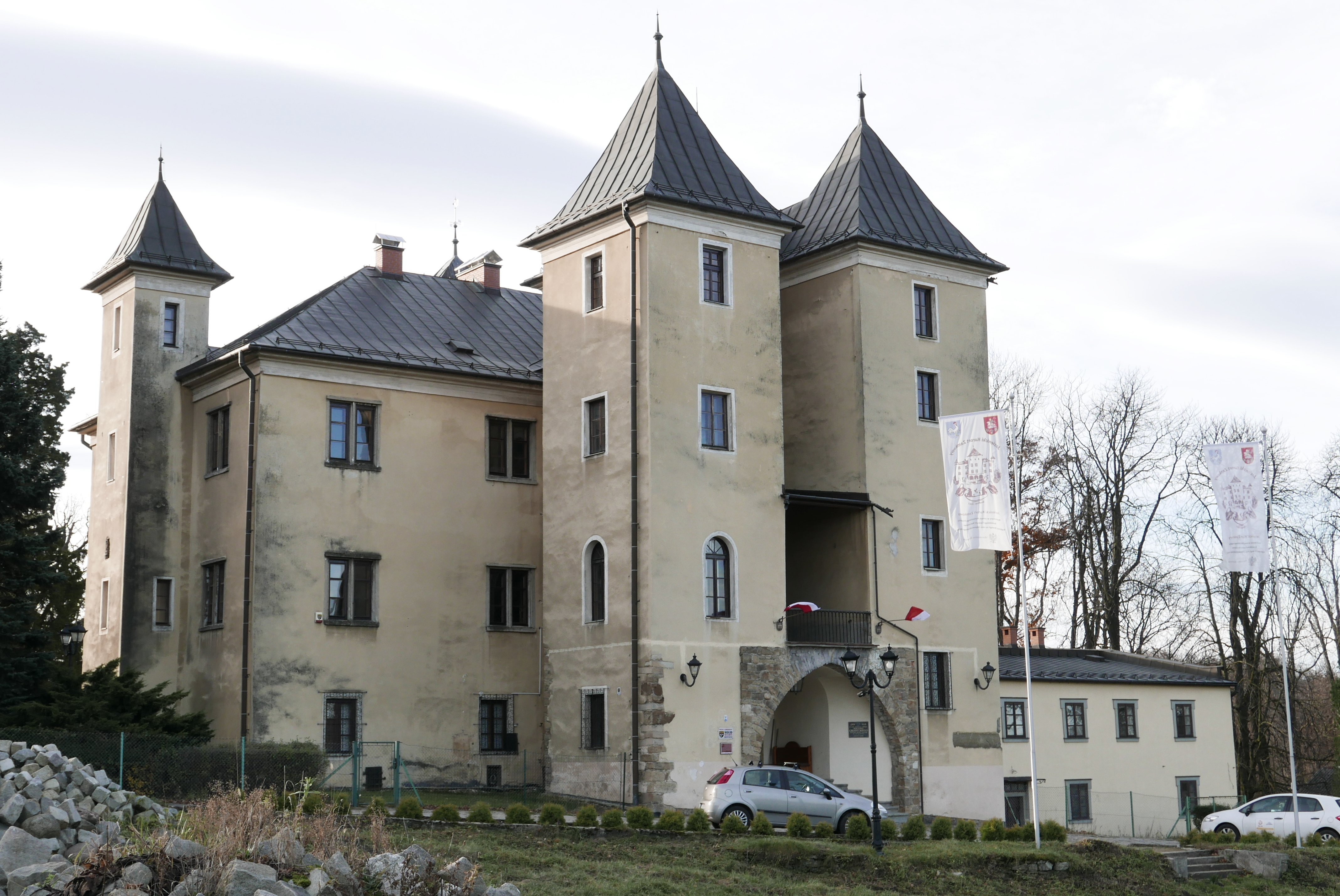
Zamek w Grodźcu w 2019 roku
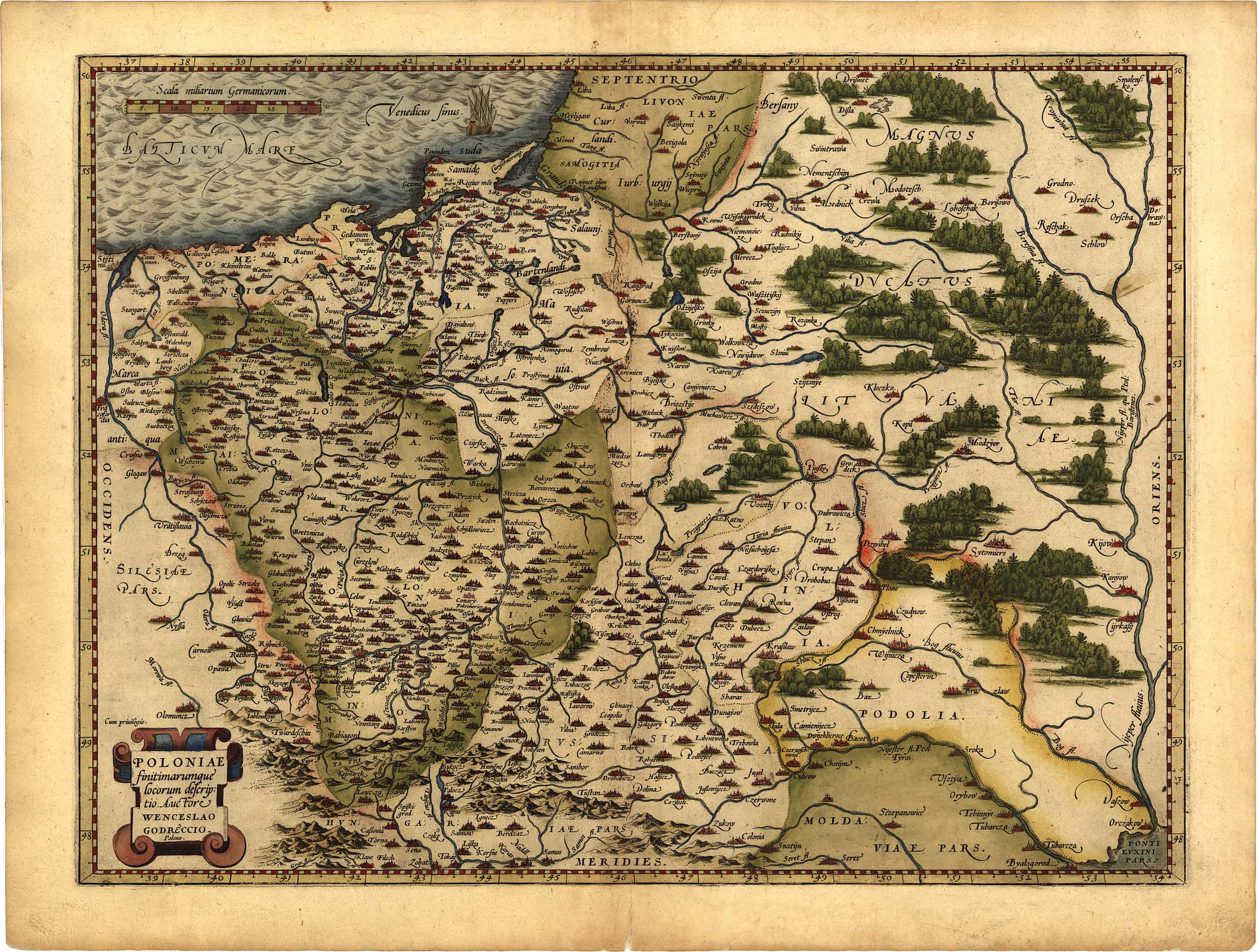
Pierwsza mapa Polski autorstwa Wacława Grodzieckiego
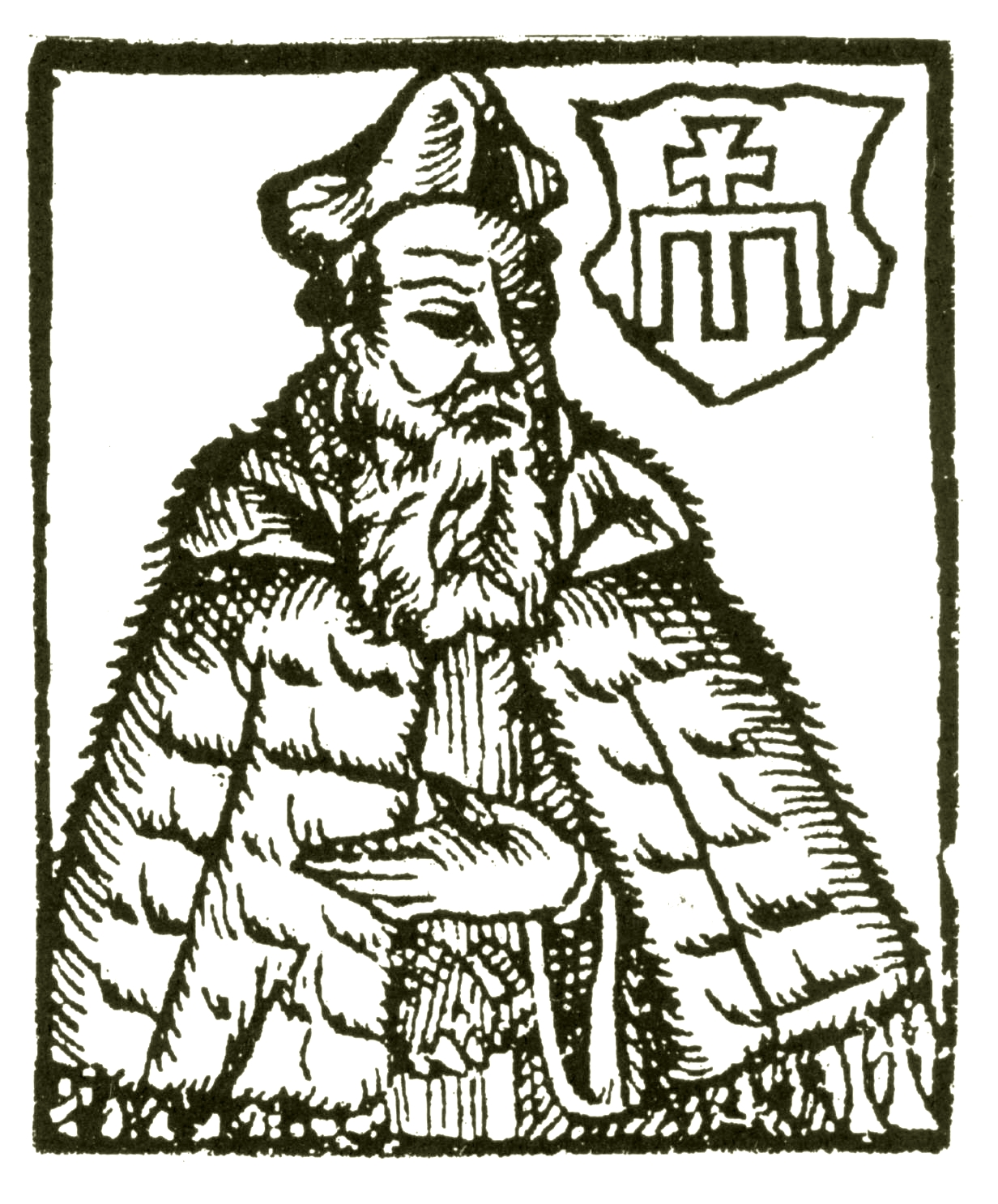
Wacław Grodziecki, kartograf (zm. 1591)
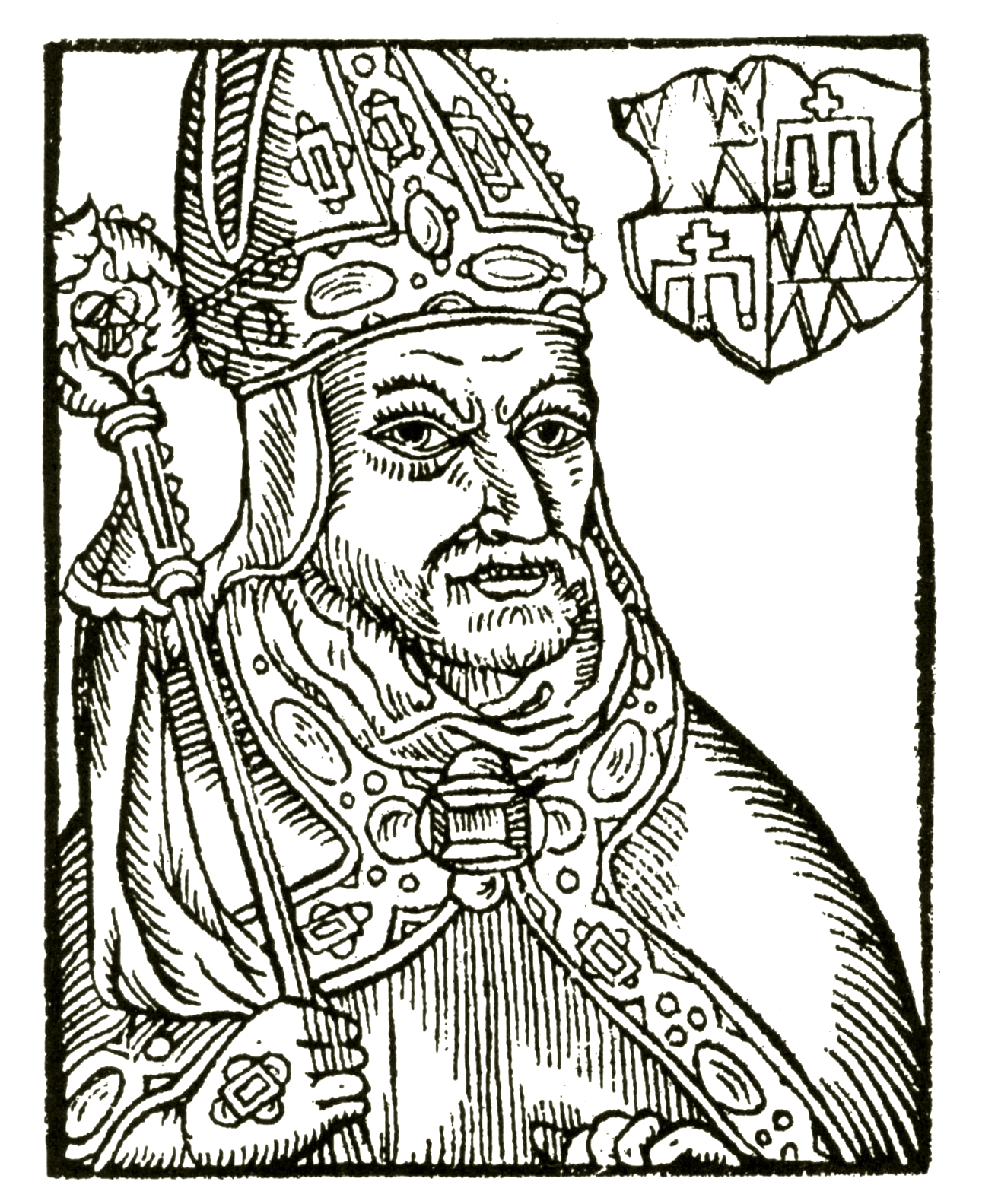
Biskup Jan Grodziecki (zm. 1574)

Najważniejsi przedstawiciele rodziny:
- Pełka i Seyma vel Zima – rycerze z Grodźca w 1444 roku
- Czema – rycerz z Grodźca w 1452 roku
- Waniek w 1453 roku
- Krzysztof – właściciel majątku grodzieckiego w 1454 roku
- Mikołaj Czema vel Niklas w 1460 roku
- Jirzik Zema w 1475 roku
- Mikołaj w 1480 roku
- Maciej vel Matiej – (zm. przed 1560) starosta cieszyński w latach 1516–1518, 1524–1526. Jego żoną był Helena (Alena) ze Starowiejskich ze Starej Wsi. Małżeństwu temu urodziło się trzech synów: Wacław (proboszcz brneński, autor mapy Polski z 1558, zmarł w 1591)[3], Jan (proboszcz brneński i biskup ołomuniecki w latach 1572-1574, zmarł w 1574) i Henryk (także znany jako Jindrzich lub Ondrzej)

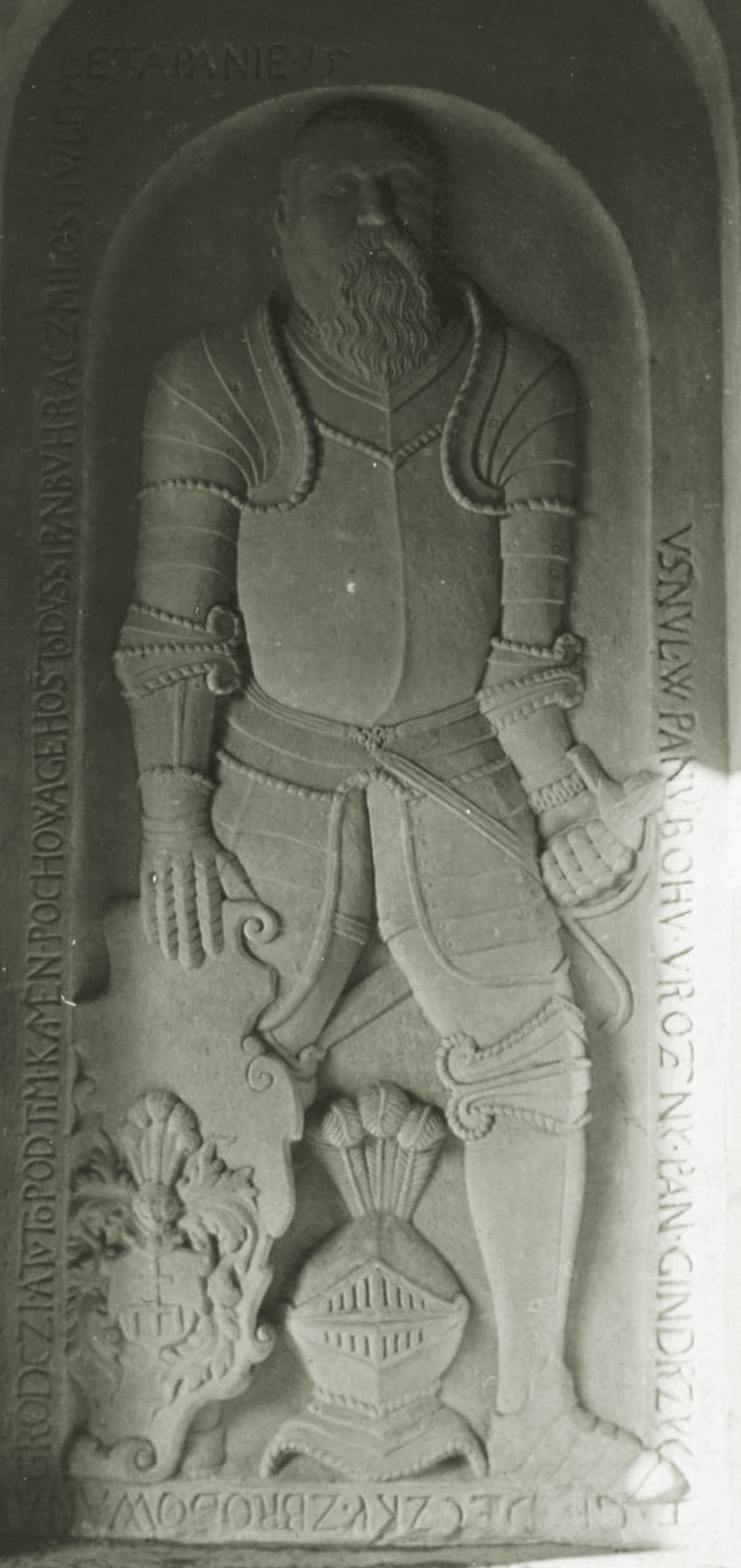
Płyta nagrobna Henryka Grodzieckiego zm. 1587

- Henryk (zm. 1587) – syn Macieja. Poślubił Zofię Marklowską z Żebraczy. Urodziła ona mu synów: Ludwika (został księdzem, kanonikiem ołomunieckim), Piotra (został księdzem, proboszczem brneńskim i kanonikiem ołomunieckim), Fryderyka (zm. 1591) i Krzysztofa (ok.1571-1622) oraz córkę Ludmiłę. Po śmierci Zofii poślubił Zofię Tschammerównę z Iskrzyczyna (zapewne córkę Jerzego, pana Małej Rudzicy w Księstwie Cieszyńskim i Zuzanny Mleczko z Iłownicy). Z drugiego małżeństwa urodziły się dwie córki: Anna i Helena (Alena). W tamtym czasie Grodzieccy należeli do nielicznej szlachty katolickiej w Księstwie Cieszyńskim. Po 1545 roku, kiedy książę Wacław III Adam wprowadził wyznanie ewangelickie jako religię państwową, zdecydowana większość rodów szlacheckich przyjęły nowe wyznanie. Mimo że władca był protestantem, Grodzieckich nie spotkały żadne represje. Henryk piastował nawet funkcję starosty cieszyńskiego i bywał na zamku w Cieszynie. Henryk pochowany został w grodzieckim kościele, będącym jego fundacji. Trumnę przykryła kamienna płyta epitafijna, zachowana do dziś. Napis na płycie w języku staroczeskim brzmi: LETA PANIE 15.. USNUL W PANU BOHU UROZENY PAN JINDRZYCH GRODECZKY Z BRODOW A NA GRODCZI A TU TO POD TIM KAMEN POCHOVA JEHOSTO DUSSI PAN BUH RACZ MILOSTIW BITY
- Krzysztof (ok.1571-1622) – syn Henryka. Starosta cieszyński latach 1610-1613. Był dwukrotnie żonaty. Pierwszą małżonką była Agnieszka (Aneszka) (córka Wacława Klocha z Kornic na Ustroniu i Anny Pawłowskiej z Pawłowic). Drugą była poślubiona około 1604 roku Magdalena Mleczko z Iłownicy z którą miał syna Henryka (Jindrzicha).
- Henryk (zm. 1645) – syn Krzysztofa, był ostatnim Grodzieckim na Grodźcu. Jego żoną była Justyna (córka Wacława Radockiego z Radoczy, pana Jaworza) wdowa po Henryku Sobku z Kornic i Klochu z Kornic, Henryk Grodziecki był jej trzecim mężem. Zginął tragicznie zamordowany przez Joachima Beesa z Chrostiny dnia 30 maja 1645 roku w Cieszynie. Ze związku małżeńskiego z Justyną znany jest jedynie syn Krzysztof Ferdynand. Po opuszczeniu Grodźca Justyna po raz czwarty wyszła za mąż a jej mąż nazywał się Jan Dahm z Friedersdorf, który po śmierci Joachima Marklowskiego w 1664 roku przejął Grodziec na własność, ale nie jest pewne, czy do zamku wróciła Justyna, bowiem zmarła początkiem 1659 roku. Krzysztof Ferdynand Grodziecki, jedyny znany potomek Henryka, nie gospodarował już na Grodźcu, który przeszedł około 1650 roku na Joachima Marklowskiego z Żebraczy. Krzysztof Ferdynand zamieszkał w Zebrzydowicach i był dwukrotnie żonaty. Pierwszą była Ewa, z którą miał córkę Justynę Mariannę (ur. 1658), drugą małżonką została Dorota vel Zofia Tluk z Toszonowic z którą miał dwie córki Helenę Katarzynę (ur. 1663) i Johannę Dorotę. Krzysztof Ferdynand zmarł na przełomie 1679 i 1680[1][4][5][6].